# Tara Ochs
Tara Ochs (Portsmouth, 1976) è un'attrice statunitense.

## Biografia
Nata a Portsmouth, in Virginia, Ochs si trasferì in molti posti durante l'adolescenza. Si laureò al programma baccellierato Internazionale presso la Pensacola High School e trascorse 20 anni a recitare in film indipendenti, televisione, pubblicità e teatro regionale dal vivo. Ochs frequentò l'Università statale della Florida come specialista di teatro. Attualmente risiede ad Atlanta, in Georgia.

## Filmografia

### Attrice

#### Cinema
- Losing Grace, regia di Michael Valverde (2001)
- The Fall, regia di John Krueger (2001)
- Road to the Altar, regia di Annie Lukowski (2009)
- Tre all'improvviso (Life As We Know It), regia di Greg Berlanti (2010)
- Birthday Cake, regia di Chad Darnell (2013)
- Selma - La strada per la libertà (Selma), regia di Ava DuVernay (2014)
- The Divergent Series: Allegiant, regia di Robert Schwentke (2016)
- Hamlet & Hutch, regia di Jared Young e Matthew Young (2017)
- Lizzie, regia di Craig William Macneill (2018)
- One Last Thing, regia di Tim Rouhana (2018)
- Things Don't Stay Fixed, regia di Bo Bartlett (2019)
- Star Trek First Frontier, regia di Kenneth Smith (2019)

#### Televisione
- Crossing Jordan - serie TV, 1 episodio (2001)
- Close to home - Giustizia ad ogni costo (Close to Home) - serie TV, 1 episodio (2005)
- Samantha chi? (Samantha Who?) - serie TV, 1 episodio (2009)
- One Tree Hill - serie TV, 1 episodio (2009)
- Army Wives - Conflitti del cuore (Army Wives) - serie TV, 1 episodio (2009)
- Single Ladies - serie TV, 1 episodio (2011)
- Your Pretty Face Is Going to Hell - serie TV, 1 episodio (2013)
- SuperCenter - film TV (2015)
- Devious Maids - Panni sporchi a Beverly Hills (Devious Maids) - serie TV, 2 episodi (2015-2016)
- Stan Against Evil - serie TV, 1 episodio (2016)
- The Eye - serie TV, 1 episodio (2018)
- Nashville - serie TV, 1 episodio (2018)
- The Resident - serie TV, 4 episodi (2018-2019)
- Dark Alley - film TV (2019)

#### Cortometraggi
- House of the Rising Sun, regia di Bill Balas (2006)
- Ghost of Old Highways, regia di Dan Bush (2012)
- Too Many Cooks, regia di Casper Kelly (2014)
- Shut-Eye, regia di Dan Bush (2014)
- Hart of America, regia di Arlen Konopaki (2016)
- Peep Show, regia di Tanya Perez (2018)

### Doppiatrice
- Goodwin vs. Badwin - serie animata, 1 episodio (2012)
- Squidbillies - serie animata, 1 episodio (2016)

### Sceneggiatrice
- SuperCenter - film TV (2015)

### Produttrice
- SuperCenter - film TV (2015)

## Doppiatrici italiane
Nelle versioni in italiano dei suoi film, Tara Ochs è stata doppiata da:
- Barbara Salvucci in Selma - La strada per la libertà